# Хорхе Фонс
Хорхе Фонс Перес (ісп. Jorge Fons Pérez; 23 квітня 1939, Туспан, Веракрус — 22 вересня 2022, Мехіко) — мексиканський режисер та сценарист.

## Життєпис
Народився 23 квітня 1939 року у місті Туспан, штат Веракрус. Закінчив Центр кінематографії (CUEC) при Національному автономному університеті Мексики (UNAM).
1977 року його драматичний фільм «Муляри» (1976) за однойменним романом Вісенте Леньєро був нагороджений премією Срібний ведмідь на 27-му Берлінському кінофестивалі.
1996 року його фільм «Алея чудес» (1995) за однойменним романом Нагіба Махфуза отримав премію Гойя як найкращий іноземний фільм іспанською мовою.
У 1998—2002 роках займав посаду президента Мексиканської академії кінематографії.
2011 року став лауреатом Національної премії у галузі мистецтва і науки. Того ж року удостоєний почесної премії Золотий Арієль за кар'єрні досягнення.
Хорхе Фонс помер 22 вересня 2022 року у Мехіко в 83-річному віці.

## Фільмографія
Фільми
- 1970 — Ти, я, ми (ісп. Tú, yo, nosotros), сегмент «Ми», також автор сценарію.
- 1972 — Нагорода у п'ять тисяч доларів (ісп. Cinco mil dólares de recompensa)
- 1973 — Джорі (ісп. Jory)
- 1973 — Цуценята (ісп. Los cachorros), також автор сценарію.
- 1974 — Віра, надія і милосердя (ісп. Fe, esperanza y caridad), сегмент «Милосердя», також автор сценарію.
- 1974 — Школа сільськогосподарських технологій (документальний) (ісп. Escuela tecnologica agropecuária)
- 1976 — Муляри (ісп. Los albañiles), також автор сценарію.
- 1978 — Людина-мавпа (документальний) (ісп. El hombre mono), також автор сценарію.
- 1979 — Це В'єтнам (документальний, короткометражний) (ісп. Así es Vietnam)
- 1985 — Індіра (документальний) (ісп. Indira)
- 1986 — Дієго Рівера, життя і творчість (документальний) (ісп. Diego Rivera; vida y obra)
- 1988 — Великий храм (короткометражний) (ісп. Templo mayor), також автор сценарію.
- 1989 — Червоний світанок (ісп. Rojo amanecer)
- 1995 — Алея чудес (ісп. El callejón de los milagros
- 2003 — Саміт (ісп. La cumbre)
- 2010 — Замах (ісп. El atentado), також автор сценарію.

Телесеріали
- 1988 — Будинок в кінці вулиці (ісп. La casa al final de la calle)
- 1990 — Я купую цю жінку (ісп. Yo compro esa mujer)
- 1994 — Політ орлиці (ісп. El vuelo del águila) (друга частина)
- 1995 — Якщо я помру (ісп. Si Dios me quita la vida)
- 1998 — Жінка, випадки з реального життя (ісп. Mujer casos de la vida real), 4 епізоди.
- 2004 — Циганки (ісп. Gitanas)
- 2009 — Мій гріх (ісп. Mi pecado)
- 2011 — Щаслива родина (ісп. Una familia con suerte)
- 2012 — Тому що кохання вирішує все (ісп. Porque el amor manda)
- 2014—2015 — Моє серце твоє (ісп. Mi corazón es tuyo)
- 2016 — Мрія про кохання (ісп. Sueño de amor)

## Нагороди та номінації
Арієль
- 1972 — Найкращий режисер (Ти, я, ми).
- 1972 — Номінація на найкращий фільм (Ти, я, ми).
- 1972 — Номінація на найкращий сценарій (Ти, я, ми).
- 1972 — Номінація на найкращий оригінальний сюжет (Ти, я, ми).
- 1974 — Номінація на найкращий фільм (Віра, надія і милосердя).
- 1974 — Номінація на найкращого режисера (Віра, надія і милосердя).
- 1981 — Найкращий документальний короткометражний фільм (Це В'єтнам).
- 1991 — Найкращий режисер (Червоний світанок).
- 1991 — Найкращий фільм (Червоний світанок).
- 1995 — Найкращий режисер (Алея чудес).
- 2011 — Золотий Арієль за кар'єрні досягнення.

Гойя
- 1996 — Найкращий іноземний фільм іспанською мовою (Алея чудес).

TVyNovelas Awards
- 1990 — Найкращий режисер-постановник (Будинок в кінці вулиці).
- 1995 — Найкращий режисер-постановник (Політ орлиці).
- 2010 — Номінація на найкращого режисера-постановника (Мій гріх).
- 2014 — Номінація на найкращого режисера-постановника (Тому що кохання вирішує все).
- 2015 — Номінація на найкращого режисера-постановника (Моє серце твоє).

ACE Awards
- 1973 — Найкращий кінорежисер (Цуценята).
- 1991 — Найкращий телерисер (Я купую цю жінку).

Берлінський міжнародний кінофестиваль
- 1977 — Срібний ведмідь (Муляри).
- 1977 — Номінація на Золотого ведмедя (Муляри).
- 1995 — Номінація на Золотого ведмедя (Алея чудес).

Міжнародний кінофестиваль у Сан-Себастьяні
- 1990 — Спеціальний приз журі (Червоний світанок).
- 1990 — Номінація на Золоту мушлю (Червоний світанок).

Міжнародний кінофестиваль у Вальядоліді
- 1995 — Премія Срібний колос за найкращий фільм (Алея чудес).
- 1995 — Номінація на премію Золотий колос за найкращий фільм (Алея чудес).

Кіноіфестиваль Грамаду
- 1995 — Премія Золотий Кікіто найкращому режисерові (Алея чудес).

Гаванський кінофестиваль нового латиноамериканського кіно
- 1995 — Найкращий режисер (Алея чудес).
- 1995 — Премія Великий корал (Алея чудес).
- 2003 — Премія Корал за найкращий художній короткометражний фільм (Саміт).